# Mafalda d'Itàlia
Mafalda d'Itàlia   (Roma, 2 de novembre de 1902 - Buchenwald i Buchwald, 27 d'agost de 1944) Mafalda d'Itàlia, landgravina de Hessen-Kassel, va ser la segona filla del rei Víctor Manuel III d'Itàlia i la seva esposa Elena de Montenegro. El 1925, als 22 anys, es va casar amb el landgrave de Hessen, Felip de Hessen-Kassel. El 1943, durant la Segona Guerra Mundial, va ser empresonada al camp de concentració de Buchenwald, on va morir. El futur rei Humbert II d'Itàlia era el seu germà petit. La vida de la princesa Mafalda de Savoia es convertí en una trajectòria vital molt característica del que succeí a molts prínceps alemanys al final de la Segona Guerra Mundial.
Mafalda va néixer princesa de Savoia. Va ser la segona filla del rei Víctor Manuel III d'Itàlia i d'Elena de Montenegro. Era molt propera a la seva mare i va anar amb ella a visitar hospitals militars italians durant la Primera Guerra Mundial. El 1925, Mafalda es va casar amb Felip de Hessen-Kassel. Van tenir quatre fills junts.
El 1943, durant la Segona Guerra Mundial, Mafalda va ser enganyada perquè anés a l'ambaixada alemanya, amb la impressió que el seu marit necessitava parlar amb ella. Tanmateix, el seu marit ja estava empresonat en un camp de concentració, mentre que els seus fills havien estat refugiats al Vaticà. En arribar a l'ambaixada alemanya, Mafalda va ser arrestada i traslladada a Munic per ser interrogada, després a Berlín, i finalment al camp de concentració de Buchenwald.
El 24 d'agost de 1944, els aliats van bombardejar la fàbrica de municions de Buchenwald. Mafalda va patir cremades al braç esquerre i a la cara, i la van trobar coberta fins al coll amb runes. Aviat se li va infectar el braç i la van operar. L'operació va produir la seva mort per pèrdua de sang durant la nit del 28 d'agost.

## Biografia

###### Primers anys de vida: 1902–1925
Mafalda Maria Elisabetta Anna Romana va néixer el 19 de novembre de 1902 a Roma i li van posar el sobrenom de "Muti". Va ser la segona filla del rei Víctor Manuel III i la reina Elena d'Itàlia. Va ser batejada al Palau del Quirinal el 15 de desembre de 1902. Va tenir quatre germans: Yolanda, Umberto, Giovanna i Maria Francesca .
Durant la seva infància, va estar més unida a la seva mare, de qui va heretar l'amor per la música i les arts. Durant la Primera Guerra Mundial, va acompanyar la seva mare en les seves visites als hospitals militars italians. El 1919, va acompanyar la seva mare, la seva germana Yolanda i la duquessa d'Aosta a París, França, on també hi havia el príncep de Gal·les.

###### Matrimoni: 1925–1943
El 23 de setembre de 1925, al castell de Racconigi, en presència de tota la família reial Mafalda es va casar amb el príncep hereu de Hessen-Kassel, el príncep Felip de Hessen-Kassel, a Itàlia. El príncep Felip havia arribat a ser el cap de la família landgravinal de Hessen-Kassel després de la mort del seu pare, el landgravi Frederic Carles de Hessen-Kassel, l'any 1940 però també després de la mort dels seus dos germans grans en el camp de batalla de la Primera Guerra Mundial, els prínceps Frederic Guillem i Maximilià de Hessen-Kassel els anys 1916 i 1914. Felip de Hessen, landgrave de Hessen-Kassel era net de l'emperador alemany Frederic III, a qui havia conegut en una festa al jardí a principis de 1925. El príncep Felip i el seu germà Cristòfor eren membres del Partit Nazi i Mafalda va adoptar la ciutadania alemanya.
No obstant això, durant la Segona Guerra Mundial, Adolf Hitler creia que la princesa Mafalda estava treballant en contra de l'esforç bèl·lic; la va anomenar la "carrona més negra de la casa reial italiana". També ho va fer el ministre de propaganda de Hitler, Joseph Goebbels, que la va anomenar "la bruixa més gran (grösste Rabenaas) de tota la casa reial italiana".
El casament d'una princesa italiana amb l'hereu d'un dels territoris més antics d'Alemanya, que a més a més era net del kàiser Frederic III de Prússia, besnet de la reina Victòria I del Regne Unit i nebot del kàiser Guillem II de Prússia, fou hàbilment aprofitat per la propaganda feixista italiana i per la nacionalsocialista. El casament durant gran part del III Reich fou aprofitat com una brillant oportunitat política d'evidenciar la unió germanoitaliana.
La parella tingué quatre fills:
- SAR el landgravi Maurici nat al Palau de Racognini el 1926. Es casà en primeres núpcies amb la princesa Tatiana de Sayn-Wittgenstein-Berleburg

- SAR el príncep Enric de Hessen-Kassel nat a Racognini el 1927 i mort el 1999 a Alemanya

- SAR el príncep Otó de Hessen-Kassel nat a Kassel el 1937 i mort a la mateixa ciutat l'any 1998. Es casà en primeres núpcies amb Angela Von Doering i en segones núpcies amb Elisabet Bronker.

- SAR la princesa Cristina de Hessen-Kassel nata a Kassel el 1940 i casada amb el comte Frederic Carles Von Oppersdorff.

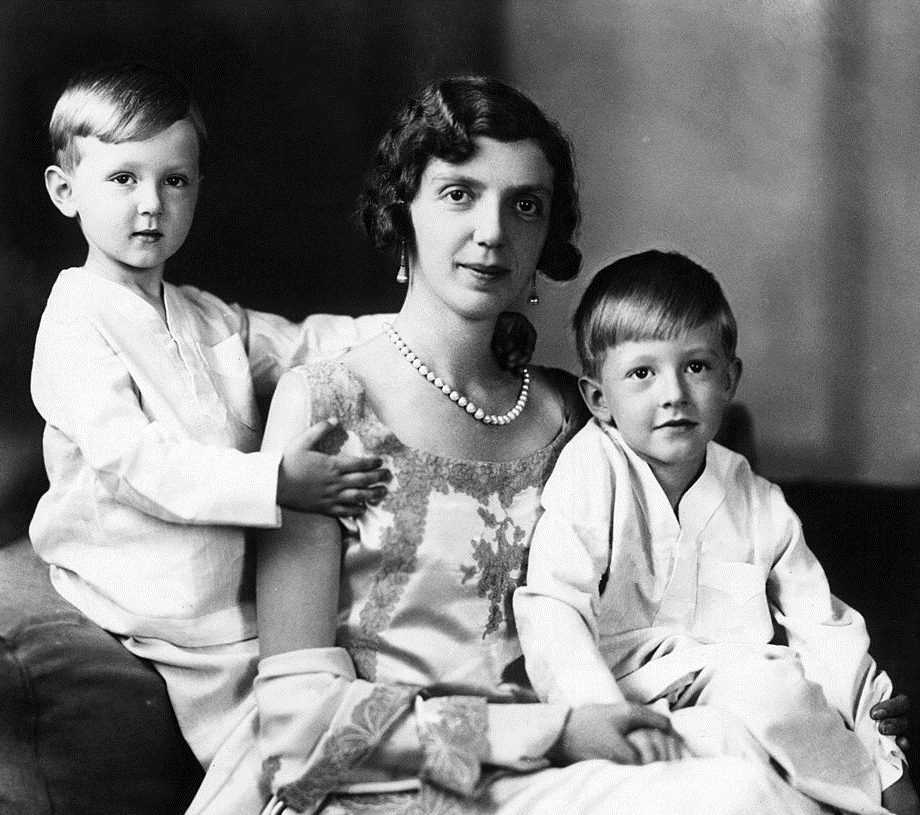
La princesa Mafalda amb els seus fills Moritz i Heinrich a la dècada del 1930

###### Empresonament i mort: 1943–1944
El règim de Hitler utilitzà les diferents famílies reials i principesques d'Alemanya per recobrir-se d'una legitimitat que es remuntava a l'època de preguerra. Molts van ser els aristòcrates que recolzaren Hitler, entre ells sense cap mena de dubte i com un dels més fervents el landgravi Felip de Hessen-Kassel o d'altres com el duc Carles Eduard de Saxònia-Coburg Gotha. Aquesta lluna de mel entre aristòcrates i nacionalistes es veié truncada arran de la pèrdua de posicions alemanyes en els diferents fronts de guerra.
La relació entre el príncep Felip i Hitler començava a deteriorar-se a la primavera de 1943. Tot i que inicialment va treballar per a Hitler, el príncep Philipp va intentar dimitir, però li ho van impedir. Segons sembla, va proporcionar passaports a jueus per permetre'ls fugir als Països Baixos.
A partir d'aquest moment, molts jerarques nacionalsocialistes començaren a pensar en una possible desvinculació d'Itàlia de la guerra al costat de l'Eix. Per tal de condicionar al rei Víctor Manuel III d'Itàlia, es decidí arrestar a la princesa Mafalda.
A principis de setembre de 1943, la princesa Mafalda va viatjar a Bulgària per assistir al funeral del seu cunyat, el rei Boris III de Bulgària a Sofia. Mentre era allà, va ser informada de la rendició d'Itàlia a les Potències Aliades, que el seu marit estava sota arrest domiciliari a Baviera i que els seus fills havien rebut refugi al Vaticà. La Gestapo va ordenar la seva detenció, i el 23 de setembre va rebre una trucada telefònica del Hauptsturmführer Karl Hass, de l'Alt Comandament alemany, que li va dir que tenia un missatge important del seu marit. En arribar a l'ambaixada alemanya, Mafalda va ser arrestada, presumptament per activitats subversives. La princesa Mafalda va ser traslladada a Munic per ser interrogada, després a Berlín, i finalment al camp de concentració de Buchenwald. Els presoners italians del camp de concentració de Buchenwald la van reconèixer i van declarar que compartia el menjar amb altres presoners.
El 24 d'agost de 1944, els aliats van bombardejar una fàbrica de municions dins de Buchenwald. Uns quatre-cents presoners van morir i la princesa Mafalda va resultar greument ferida: havia estat allotjada en una unitat adjacent a la fàbrica bombardejada, i quan va tenir lloc l'atac va quedar enterrada fins al coll entre runes i va patir greus cremades al braç esquerre. Ella va dir: «Em moro. Recorda'm, no com una princesa, sinó com la teva germana italiana».
Les condicions del camp de treball van provocar que el seu braç s'infectés, i el personal mèdic del centre el va amputar; va sagnar profusament durant l'operació i mai va recuperar la consciència. Va morir durant la nit del 26 al 27 d'agost de 1944;
Eugen Kogon, autor de The Theory and Practice of Hell: The German Concentration Camps and the System Behind Them (1950), afegeix més detalls sobre la mort de Mafalda, alguns dels quals contradiuen el relat anterior. Després del bombardeig aeri del 24 d'agost de 1944, la princesa va resultar ferida al braç i el Dr. Schiedlausky, del consultori mèdic del camp, va realitzar l'amputació del braç, però el seu pacient no va sobreviure a causa de la pèrdua de sang. El seu cos nu va ser llençat al crematori, on el pare Joseph Thyl el va desenterrar del munt de cadàvers, la va tapar i va organitzar una incineració ràpida. Thyl va tallar un floc de cabell de la princesa, que havia estat tret de contraban del campament per guardar-lo a Jena, fins que pogués ser enviat als seus parents alemanys. La seva mort no es va confirmar fins després de la rendició d'Alemanya als aliats el 1945.